# Testimony of the Ancients
Testimony of the Ancients – trzeci album studyjny holenderskiej grupy muzycznej Pestilence. Wydawnictwo ukazało się 6 września 1991 roku nakładem wytwórni muzycznej Roadrunner Records. Każdy utwór jest poprzedzany przez intro w postaci osobnej piosenki. Płyta ta jest zaliczana do kanonu technicznego death metalu. Nagrania zostały zarejestrowane i zmiksowane w Morrisound Recording w Tampie w stanie Floryda w USA. Mastering odbył się w Future Disc w Hollywood w stanie Kalifornia.

## Lista utworów
Opracowano na podstawie materiału źródłowego.
| Nr  | Tytuł utworu                        | Autorzy                        | Długość |
| --- | ----------------------------------- | ------------------------------ | ------- |
| 1.  | „The Secrecies of Horror”           | Foddis, Mameli, Uterwijk       | 4:56    |
| 2.  | „Bitterness” (utwór instrumentalny) | Mameli, Uterwijk               | 0:30    |
| 3.  | „Twisted Truth”                     | Foddis, Mameli                 | 4:02    |
| 4.  | „Darkening” (utwór instrumentalny)  | Mameli                         | 0:30    |
| 5.  | „Lost Souls”                        | Foddis, Mameli                 | 3:40    |
| 6.  | „Blood” (utwór instrumentalny)      | Mameli                         | 0:28    |
| 7.  | „Land of Tears”                     | Foddis, Mameli                 | 4:47    |
| 8.  | „Free Us from Temptation”           | Mameli                         | 0:31    |
| 9.  | „Prophetic Revelations”             | Foddis, Mameli                 | 5:21    |
| 10. | „Impure” (utwór instrumentalny)     | Mameli                         | 0:59    |
| 11. | „Testimony”                         | Mameli                         | 3:51    |
| 12. | „Soulless” (utwór instrumentalny)   | Choy                           | 0:32    |
| 13. | „Presence of the Dead”              | Mameli, Uterwijk, Choy, Foddis | 5:50    |
| 14. | „Mindwarp” (utwór instrumentalny)   | Mameli                         | 0:25    |
| 15. | „Stigmatized”                       | Foddis, Mameli, Uterwijk       | 5:23    |
| 16. | „In Sorrow” (utwór instrumentalny)  | Mameli                         | 1:11    |
|     |                                     |                                | 42:56   |

## Twórcy
Opracowano na podstawie materiału źródłowego.

- Patrick Mameli – gitara rytmiczna, gitara prowadząca, wokal prowadzący
- Patrick Uterwijk - gitara rytmiczna, gitara prowadząca
- Tony Choy – gitara basowa
- Kent Smith - instrumenty klawiszowe
- Marco Foddis - perkusja, instrumenty perkusyjne
- Scott Burns – inżynieria dźwięku, miksowanie, produkcja muzyczna
- Eddie Schreyer - mastering
- Dan SeaGrave - okładka, oprawa graficzna, koncepcja oprawy graficznej
- Patricia Mooney - kierownictwo artystyczne
- Carole Segal - zdjęcia
- Mitchell Karduna - management